# Serie 490 de Renfe
La serie 490 de Renfe es una serie de trenes eléctricos que sirven trayectos diurnos de altas prestaciones. Aunque hay notables diferencias, estos trenes comparten el formato de tren de las series 432, 444, 448 donde se buscan trenes completos que no requieran de las maniobras de un tren convencional con locomotora y coches.
Esta serie deriva directamente del italiano tren basculante Fiat Pendolino ETR 460. La principal peculiaridad de este tren es que dispone de un sistema de basculación activa a través de un sistema de giroscopios, de este modo al entrar en una curva a gran velocidad la caja de pasajeros se gira hacia el interior de la curva reduciendo las fuerzas que notan los pasajeros y aumentando la seguridad, lo que a su vez permite aumentar las aceleraciones laterales de paso por curva, que equivale a decir que pueden circular a mayor velocidad que otros trenes en una curva. La velocidad máxima de este tren es de 220 km/h.

## Historia

### Adquisición

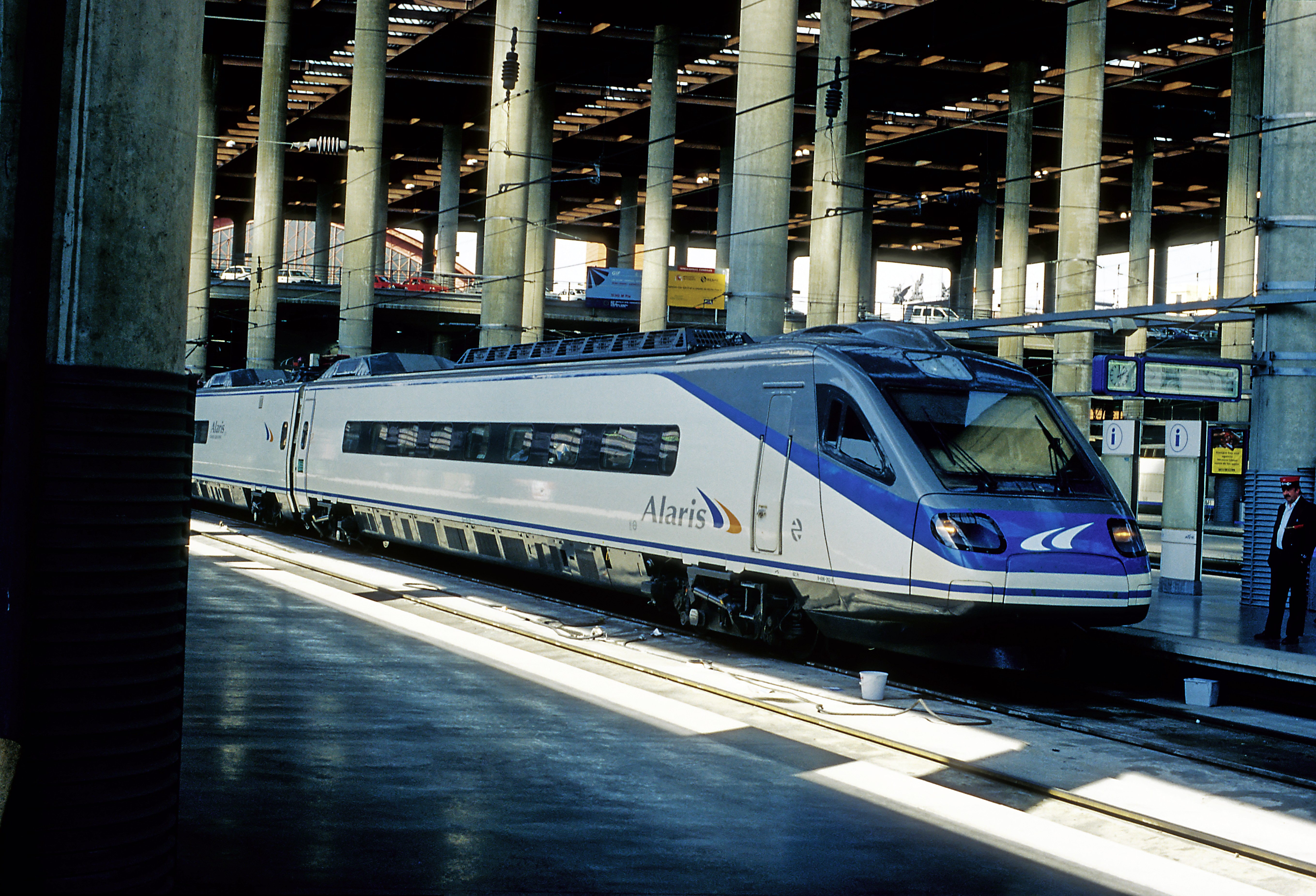
Unidad estacionada en Madrid-Puerta de Atocha con la decoración original de Alaris y logotipo de Grandes Líneas Renfe.

Renfe Operadora compró un total de 10 unidades de esta serie que fueron adjudicadas entre 1998 y 1999, aunque para el servicio al que estaban destinado no iban a necesitar el sistema de basculación ni una velocidad de 220 km/h ya que todas las unidades cubrían el trayecto Madrid-Valencia en un nuevo servicio de la compañía ferroviaria llamado Alaris. Pero como Renfe necesitaba un tren pequeño para aumentar las frecuencias, que alcanzase los 200 km/h, con ancho ibérico y no existía ninguno con esas condiciones, de todas las ofertas esta resultó ser la más económica.
Estos trenes fueron relegados a la sustitución del tren Arco García Lorca, ya que se sustituyeron por trenes de la de la serie 130 o por el servicio AVE entre Madrid y Valencia.
También realizaban el servicio entre Alcázar de San Juan y Valencia (con paradas en Socuéllamos, Villarrobledo, Albacete, Almansa y Játiva), el Albacete-Valencia (con paradas en Almansa y Játiva), ambos servicios creados en diciembre de 2010 debido a que la puesta en servio de la LAV Madrid-Levante causó la supresión de la mayoría de los trenes que unían a Castilla-La Mancha con Valencia, que eran Alaris Madrid-Valencia. Además, operaban un servicio por sentido entre Barcelona y Valencia (con paradas en Tarragona, Salou, Aldea-Amposta-Tortosa, Vinaroz, Benicarló-Peñíscola, Oropesa del Mar, Benicasim, Castellón de la Plana y Sagunto).
Desde el 2 de junio de 2013 y hasta la retirada del servicio estas unidades sustituyeron a la serie 449 en la relación Sevilla-Huelva.

### Retirada del servicio

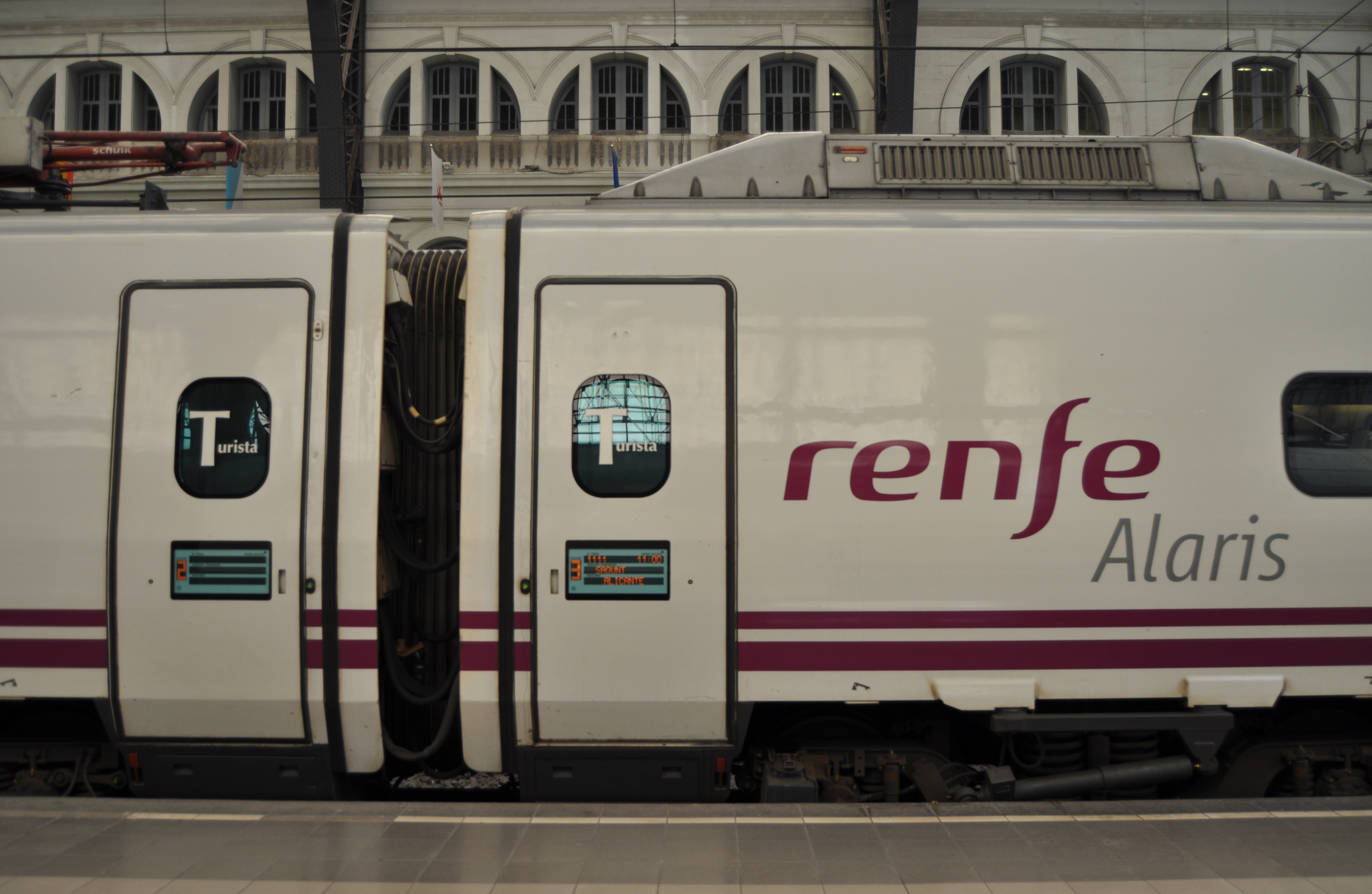
Un automotor eléctrico de la serie 490 de Renfe Operadora en Barcelona-Estación de Francia.

El día 13 de agosto de 2013 la serie 490 se retira al completo del servicio por parte de Renfe Operadora al detectarse fisuras en los bogies producidas por la fatiga del material y que podrían comprometer la seguridad de las circulaciones. Las relaciones servidas por este modelo de tren pasaron a estar servidas por cualquier material disponible o por servicios por carretera hasta que se concluyó la inspección y reparación de  las deficiencias detectadas.
Posteriormente, en junio de 2014 se volvieron a poner en funcionamiento algunas unidades (como la 10), aunque pasados unos meses fueron apartadas de nuevo.
Durante varios años la serie completa estuvo disponible para su alquiler a través de la sociedad Renfe Alquiler de Material Ferroviario, pero a principios del año 2018 los diez trenes, junto con otros, fueron traspasados de nuevo a la sociedad Renfe Viajeros.

### Recuperación y vuelta a la circulación
En marzo de 2022, Renfe trasladó 2 unidades a los talleres de Málaga-Los Prados para una posible vuelta a la circulación.
El 19 de mayo de ese mismo año, Renfe confirma la recuperación de seis trenes de la serie, haciendo una reconversión a trenes de media distancia. Además de la instalación del sistema GSM-R, ERTMS, una actualización de ASFA Digital y la instalación de cámaras retrovisoras para visión del maquinista. Se prevé que los trenes tenga 171 plazas más 2 PMR.
En 2025 operarán en las rutas Zaragoza-Logroño y Zaragoza-Pamplona tras ser restaurados. 